# Christiaan Bangeman Huygens
Christiaan Diederik Emerens Johan Bangeman Huygens (* 31. Oktober 1772 in ’s-Hertogenbosch; † 29. März 1857 in Maastricht) war ein niederländischer Adeliger und Diplomat.  

## Leben
Bangemann Huygens war ein Sohn des niederländischen Kaufmanns Vincent Willem Bangeman (1738–1803) und dessen Frau Catharina Constantia Huygens. Sein Vater war Mitglied der Niederländischen Ostindien-Kompanie (VOC). Christiaan Bangeman Huygens heiratete 1802 in Paris die dänische Gräfin Elise von Danneskiold-Løvendal (1777–1812); 1815 heiratete er erneut in Maastricht Constantia Wilhelmina (1772–1858) geb. Vrijthoff. 1834 erwarb er das Wasserschloss Henkenshage, welches er jedoch später wieder veräußerte. 
Seine diplomatische Laufbahn brachte ihn als Gesandten des holländischen Königs Louis Bonaparte 1797 bis 1807 zunächst an den königlich-dänischen Hof von Christian VII. nach Kopenhagen, dann 1808 bis 1809 an den königlich-westphälischen Hof von Jérôme Bonaparte nach Kassel. Nach dem Wiener Kongress diente er als Gesandter und bevollmächtigter Minister des niederländischen Königs Wilhelm I. bei den Freien Hansestädten in Hamburg von 1815 bis 1825, in den Vereinigten Staaten in Washington, D.C. von 1826 bis 1830, und erneut in Kopenhagen von 1832 bis 1842.
Bangeman Huygens starb 1857 in Maastricht im Alter von 84 Jahren. 